# 瀛台泣血
《瀛台泣血》是1976年香港電影，由導演李翰祥執導，是《傾國傾城》的下集。

## 劇情
講述1898年戊戌變法失敗，光緒帝被慈禧太后囚禁在中南海瀛台的故事。

## 人物
- 盧燕 飾 慈禧太后
- 狄龍 飾 光緒帝
- 蕭瑤 飾 珍妃
- 苗天 飾 李蓮英
- 汪禹 飾 張進喜
- 凌雲 飾 康有為
- 岳華 飾 譚嗣同
- 凌波 飾 隆裕皇后
- 胡茵茵 飾 德齡公主
- 劉慧玲 飾 春壽
- 陳萍 飾 瑾妃
- 沈勞 飾 王商
- 黃新 飾 袁世凱
- 歐陽莎菲 飾  端王福晉
- 楊志卿 飾 徐桐
- 王俠 飾 剛毅
- 姜南 飾 載漪
- 井淼 飾 榮祿
- 楊盼盼 飾 宮女

## 另見
- 瀛台泣血记

## 外部連結
- 開眼電影網上《瀛台泣血》的資料（繁體中文）
- 香港影庫上《瀛台泣血》的資料（繁體中文）
- 时光网上《瀛台泣血》的資料（简体中文）
- 豆瓣电影上《瀛台泣血》的資料 （简体中文）
- AllMovie上《瀛台泣血》的资料（英文）
- 互联网电影数据库（IMDb）上《瀛台泣血》的资料（英文）